# Haabersti (stadsdel)

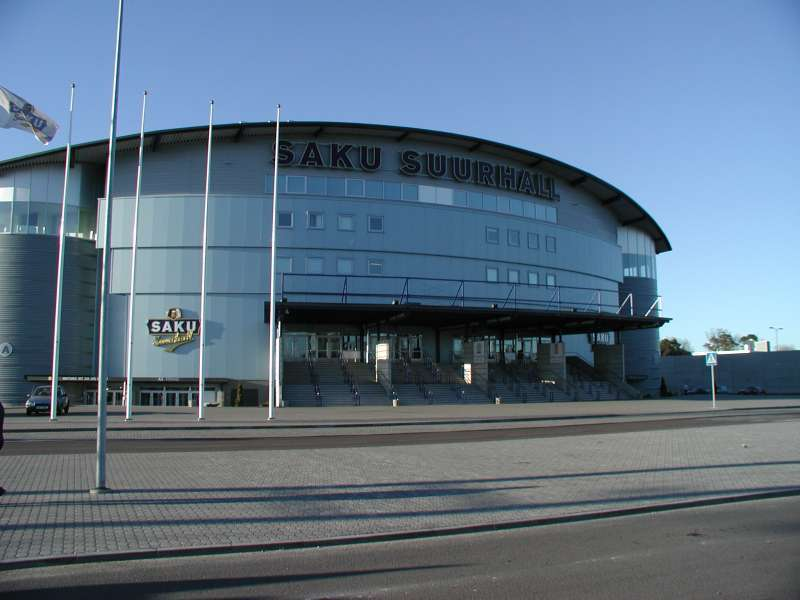
Saku Suurhall

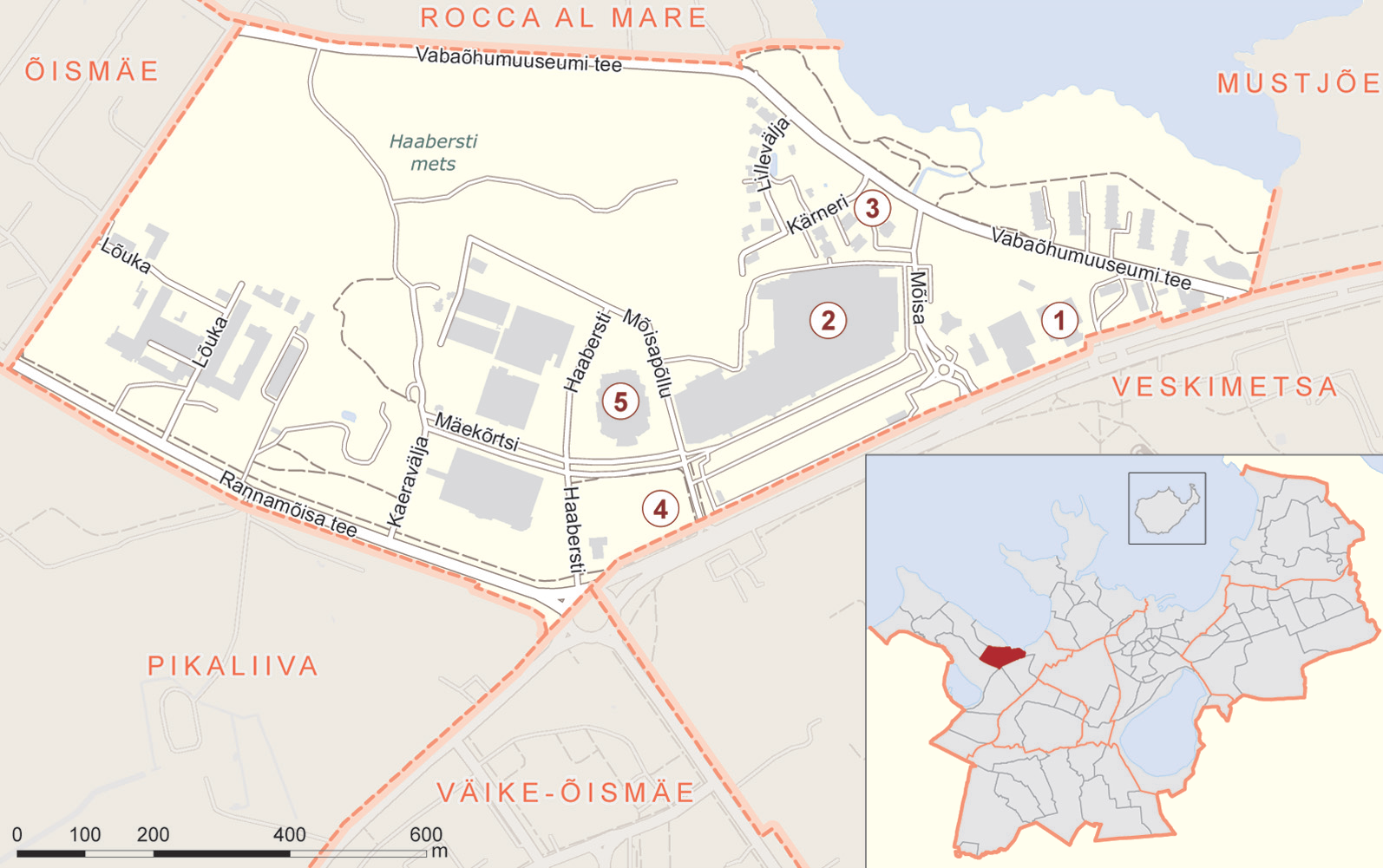
Karta över stadsdelen

Artikeln behandlar den mindre stadsdelen. För det större administrativa distriktet med samma namn där stadsdelen ingår, se Haabersti.
Haabersti är en stadsdel i Estlands huvudstad Tallinn, belägen vid Koplibukten i västra delen av staden i Haaberstidistriktet. Befolkningen uppgick till 822 invånare i januari 2017, på en yta av 0,97 kvadratkilometer.

## Historia
Haaberstiområdet var redan 1265 administrativt underordnat Tallinns stad och blev ett gods tillhörande staden senast under 1600-talet. 1969 kom även stadsgränsen att utvidgas så att området blev införlivat med staden.

## Byggnader
I stadsdelen ligger Estlands största multifunktionsarena, Saku Suurhall, invigd 2001. Arenan var bland annat plats för Eurovision Song Contest 2002. Här finns också det stora Rocca al Mare-köpcentret.